# 桂质廷
桂质廷（1895年－1961年），湖北武汉人,出生于湖北省江陵县。1920年獲美國康乃爾大學碩士，1925年獲美國普林斯頓大學博士。原国立武汉大学理学院物理学教授、院长。
武汉大学电信学院以桂质廷为奠基人、创办人之一。

## 家庭
- 妻：许海兰，美籍华人，原武汉大学外语学院院长
- 儿子：桂希恩，武汉大学医学部传染病学教授
- 女儿：桂湘云，中国科学院应用数学研究所研究员